# Jørgen Harboe Folkmar
Jørgen Harboe Folkmar (29. februar 1920 i Odense – 23. februar 2013 i Højbjerg) var en dansk dommer.
Han var søn af kreditforeningsdirektør Thorvald Folkmar og hustru Else født Harboe. Han blev student fra Odense Katedralskole 1938, cand.jur. i 1945 og var dernæst dommerfuldmægtig i Odense, senere samme år amtsfuldmægtig i København og senere samme år forflyttet som dommerfuldmægtig til Aarhus, hvilket han var til 1958. Fra 1958 til 1967 var han dommerfuldmægtig i Viborg. Folkmar var konstitueret dommer i Vestre Landsret 1964-65 og i 1966.
I 1967 blev han dommer i Århus Søndre Herredret, og fra 1969 til sin pensionering i 1990 var han dommer i Århus By- og Herredsret. Jørgen Harboe Folkmar var fra 1969 censor ved Handelshøjskolerne og varetog bl.a. tillidsposter inden for huslejenævn og naturfredning. Han var revisor i Ny jydsk Landhypotekforening 1954-59, formand for Århus søndre huslejenævn 1956-59, sekretær i Boligtilsynsrådet for Vestre Landsretskreds 1959-72 og formand for Landvæsenskommissionen for Århus Amtskommunes 3. område fra 1970. Han blev 19. april 1983 Ridder af 1. grad af Dannebrogordenen.
Han var medforfatter til Juridisk Formularbog. 
Folkmar blev gift 1. gang 5. januar 1946 med Vibeke Reinold (født 3. juli 1923 i Odense), datter af overretssagfører Ebbe Reinold og hustru Marie født Møller. Ægteskabet blev opløst. 2. gang ægtede han 8. februar 1980 Metha Jensine Sommer.
Han er begravet på Assistens Kirkegård i sin fødeby.